# Мик Джагър
Сър Майкъл Филип „Мик“ Джагър (на английски: Michael Phillip „Mick“ Jagger) е британски музикант – рок и блус певец, рок китарист, автор на песни, филмов и музикален продуцент.
Най-известен е като вокалист на рок групата „Ролинг Стоунс“ (The Rolling Stones). Той е вокал на групата вече 62 години, а от 1985 г. започва солова кариера. Носител е на „Златен глобус“.
Мик Джагър е посветен в рицарство от принц Чарлс през 2003 г. Има 8 деца от 5 жени. Баща му умира на 93 години през 2006 г.